# Синиця замбійська
Синиця замбійська (Melaniparus griseiventris) — вид горобцеподібних птахів родини синицевих (Paridae). Мешкає в Центральній і Південній Африці.

## Поширення і екологія
Замбійські синиці поширені в Анголі, Танзанії, Демократичній Республіці Конго, Замбії, Зімбабве, Малаві та Мозамбіку. Вони живуть в сухих саванах і лісах. Зустрічаються на висоті від 915 до 1950 м над рівнем моря.